# Рюдстедт, Анна
Анна Виола Магдалена Рюдстедт (швед. Anna Viola Magdalena Rydstedt; 22 апреля 1928, Вентлинге — 7 апреля 1994) — шведская писательница и поэтесса.

## Биография и творчество
Анна Рюдстедт родилась в 1928 году. Она была старшей дочерью эландских фермеров Элин и Ивара Рюдстедт. В 1930 году родители развелись, и Анну с сестрой растила мать. Окончив школу в 1950 году, она поступила в Лундский университет и стала членом университетского литературного общества, созданного в 1945 году и впоследствии ставшего известным как Lundaskolan. Несмотря на определённую общность, каждый из входивших в объединение поэтов, включая Анну Рюдстедт, сохранял художественную индивидуальность. С 1950 года Рюдстедт публиковала стихотворения в литературных журналах и рецензии на книги в ежедневной прессе.
Окончив университет, Анна Рюдстедт преподавала в учебных заведениях для взрослых, как в Швеции, так и в Дании. В 1964 году она поселилась в Стокгольме, где в 1967 году вышла замуж за Густафа Даннстедта.
Полноценный литературный дебют Анны Рюдстедт состоялся в 1953 году с поэтическим сборником «Bannlyst prästinna», в котором она выражала протест против невозможности для неё как женщины стать священником. В следующем сборнике, «Lökvår» (1957), за внешне нейтральной тематикой (многие стихотворения написаны о природе) также ощущалась подспудная экзистенциальная тревога. В 1960 году вышел сборник «Min punkt»; в 1964 — «Presensbarn».
В 1965 году умерла мать Анны, и с тех пор она проводила летние месяцы на её ферме в Вентлинге. О смерти матери она написала цикл стихотворений, вошедших в сборник «Jag var ett barn». В 1976 году вышел сборник «Dess kropp av verklighet», после которого последовала долгая пауза. Следующий сборник, «Genom nålsögat», поэтесса опубликовала лишь в 1989 году. В общей сложности Анна Рюдстедт издала восемь поэтических сборников, в том числе «Kore», опубликованный посмертно. Сквозной его темой являются отношения матери и дочери в различных мифах. Поэтические достижения Анны Рюдстедт были отмечены многочисленными литературными премиями, включая премию Нильса Ферлина и премию Стена Хаглидена.
Анна Рюдстедт умерла в 1994 году от рака и была похоронена на кладбище в Вентлинге.